# Приморская, Екатерина Андреевна
Екатерина Андреевна Приморская — российская актриса театра и кино.

## Биография
Екатерина Приморская окончила РАТИ (ГИТИС), мастерскую М. А. Захарова. За роль Лидии Чебоксаровой в дипломном спектакле «Бешеные деньги» начинающая актриса была удостоена приза на фестивале в Чехии Marta-99.
С 1999 по 2002 год Екатерина Приморская работала в театре Ленком. Была занята в спектаклях: «Королевские игры» (Джейн Сеймур, любовница короля Генриха), «Жестокие игры» (девушка, похожая на ангела), «Женитьба Фигаро», «Шут Балакирев» (фрейлина), «Юнона и Авось» (испанка), «Мастер и Маргарита» (гостья на балу). Кроме того, актриса принимала участие в спектаклях театра «Мастер»: «Не все дома» (Луиза), «Почтальон всегда звонит дважды» (Мэдж).
В 2006 году Екатерина Приморская была ведущей и автором программы «Любимые вещи» на «Love Радио».
В кино Екатерина — с 2000 года. Тогда актриса сыграла главную роль Дарьи в картине словацкого режиссёра Петера Микулика «Фрагменты из провинции» («Fragmenty z malomesta»).
С 2005 года Екатерина Приморская регулярно снимается в российских сериалах. Среди её работ: балерина в «Талисмане любви», Катька в «Частном детективе», Юлия Бережная в сериале «Огонь любви», Вероника Вышегородская в сериале «След», цыганка Кармелита в сериале «Москва. Три вокзала», Ирина в сериале «Последняя минута», Ксения в сериале «Мужчина во мне» и другие. В 2014 году Екатерина снимается в сериале «Под каблуком».

## Театральные работы

### Театр Ленком
- «Королевские игры» — Джейн Сеймур, любовница короля Генриха
- «Жестокие игры» — девушка, похожая на ангела
- «Женитьба Фигаро»
- «Шут Балакирев» — фрейлина
- «Юнона и Авось» — испанка
- «Мастер и Маргарита» — гостья на балу

### Театр Мастер
- «Не все дома» — Луиза
- «Почтальон всегда звонит дважды» — Мэдж

## Фильмография
| Год       |     | Название                                                              | Роль                                               |
| --------- | --- | --------------------------------------------------------------------- | -------------------------------------------------- |
| 2000      | ф   | Фрагменты из провинции                                                | Дарья                                              |
| 2002      | ф   | Шут Балакирев                                                         | фрейлина                                           |
| 2005      | с   | Талисман любви                                                        | балерина                                           |
| 2005      | с   | Частный детектив                                                      | Катька (эпизод «Царские забавы»)                   |
| 2005      | док | Великие династии                                                      | Прасковья Жемчугова («Шереметьевы»)                |
| 2005—2006 | с   | Не родись красивой                                                    | журналистка                                        |
| 2007—2009 | с   | Огонь любви                                                           | Юлия Бережная, жена Олега                          |
| 2008      | ф   | Ловушка                                                               | девушка                                            |
| 2009      | с   | Братья Карамазовы                                                     | дама на суде                                       |
| 2009      | с   | След                                                                  | Вероника Вышегородская (эпизод «Моя бедная мама»)  |
| 2009      | с   | Блудные дети                                                          | реаниматор                                         |
| 2010      | кор | Молоко                                                                | Варя                                               |
| 2010      | с   | Москва. Три вокзала                                                   | цыганка Кармелита (эпизод «Отличница»)             |
| 2010      | с   | Последняя минута                                                      | Ирина (эпизод «Чаша терпения»)                     |
| 2011      | с   | Мужчина во мне                                                        | Ксения                                             |
| 2011      | с   | Немного не в себе                                                     | колдунья                                           |
| 2011      | ф   | Последние римляне                                                     | девушка                                            |
| 2011      | с   | Профиль убийцы                                                        | Ольга, бывшая жена Горнова (эпизод «Велосипедист») |
| 2011      | с   | Товарищи полицейские                                                  | Белла, жена Матросова (2 эпизода)                  |
| 2013      | с   | До смерти красива                                                     | Виктория Грибова, адвокат                          |
| 2014      | с   | Под каблуком                                                          | Катя, сестра Кости                                 |
| 2015      | с   | Школа выживания от одинокой женщины с тремя детьми в условиях кризиса | Нина                                               |
| 2016      | ф   | Семейные обстоятельства                                               | Люда                                               |
| 2018      | с   | Триггер                                                               | Ксения Валерьевна                                  |